# Unsplash
Unsplash es el sitio web dedicado al intercambio de fotografías de stock con licencia Unsplash. Desde 2021 es propiedad de Getty Images. El sitio web cuenta con más de 207,000 fotógrafos colaboradores y genera más de 17 mil millones de impresiones fotográficas por mes en su creciente biblioteca de más de 2 millones de fotos. Unsplash es uno de los sitios web principales de fotografía.
El proyecto fue creado en 2013 por el empresario de Montreal Mickael Cho. Quien colocó las imágenes de la sesión de fotografías de su empresa en Tumblr y permitió que la gente las usara según su parecer. Hasta el 2017 a las fotografías Unsplash se extendía la licencia cero de Creative Commons, licencia equivalente de dominio público. Luego Unsplash renunció de usar la licencia Creative Commons, como resultado unas 200 000 imágenes fueron perdidas para los bienes patrimoniales.
En la actualidad, la licencia Unsplash es incompatible con licencias Creative Commons, lo que no permite usarla en tales sitios como Wikipedia. Unsplash permite usar sus fotografías con los fines comerciales, pero prohíbe la compilación, la venta de copias, la venta en forma de impresiones.
La ausencia de autoría es el objeto de desacuerdos a causa que algunas empresas usan las fotografías Unsplash sin compensar al fotógrafo o en las empresas escandalosas.

## Unsplash API
Unsplash ofrece la interfaz de acceso público de programación aplicada (API). Unsplash API usa tales recursos como Medium, Trello, Squarespace, Square.

## Unsplash for Brands
En diciembre de 2019 fue lanzado el Unsplash for Brands donde las marcas pueden compartir sus imágenes de firma. El acceso es posible solo por invitación.

## Unsplash local
Unsplash ha organizado las sesiones fotográficas itinerantes en las ciudades por todo el mundo, incluso en Tokio, Montreal, Toronto y Boston. Las sesiones fotográficas de calle fueron realizadas por los guías de la comunidad Unsplash que mostraron a los participantes los mejores lugares para fotografiar.